# Linje 6 (Pekings tunnelbana)

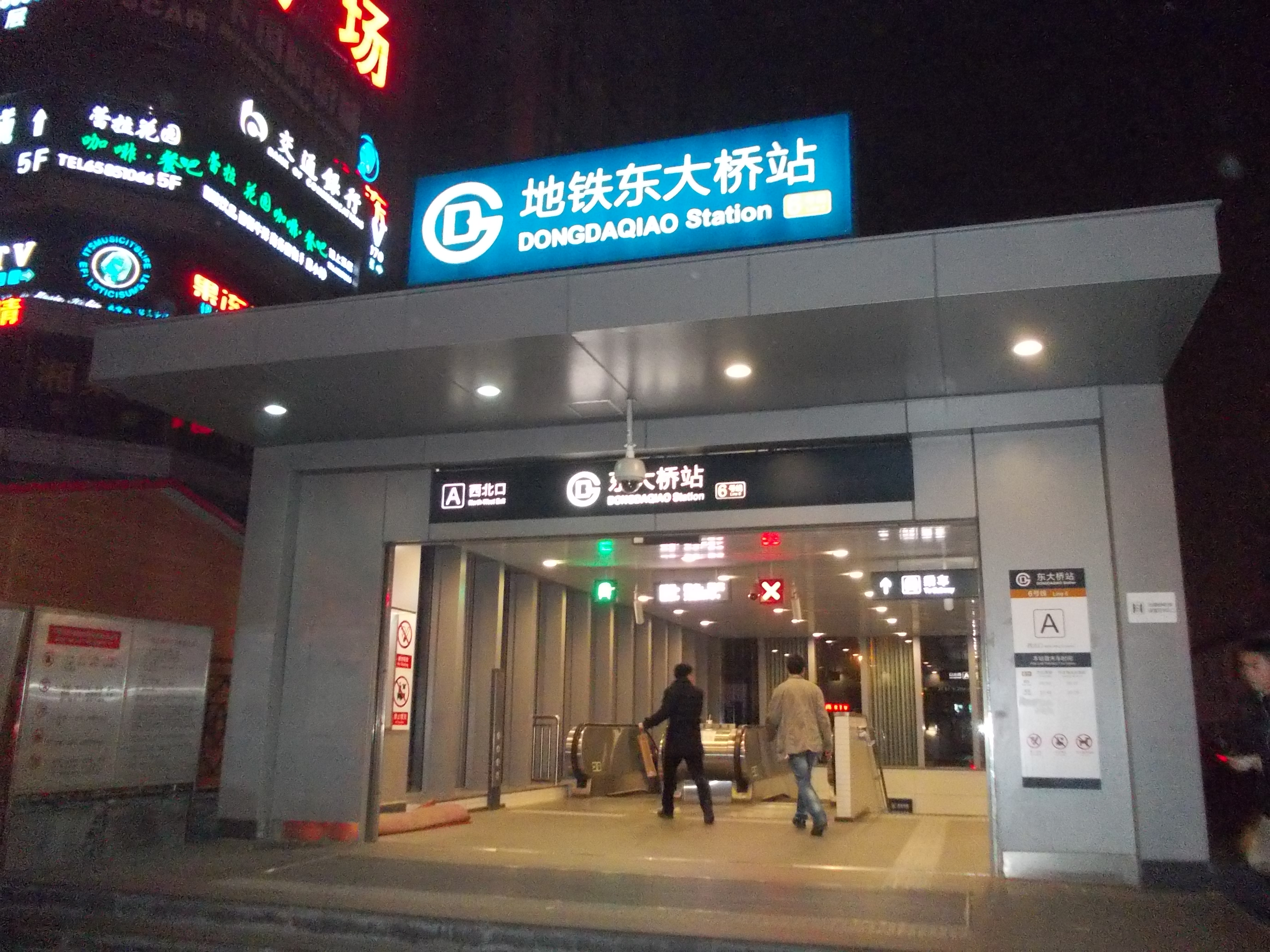
Stationen Dongdaqiao på Linje 6.

Linje 6 (北京地铁6号线; Běijīng dìtiě liùhào xiàn) är en linje i Pekings tunnelbana. Linje 6 trafikerar Peking från väst till öst parallellt med, och norr om Linje 1. Linje 6 börjar i väst vid station Haidian Wuluju vid västra Fjärde ringvägen i Haidiandistriktet och fortsätter rakt öster ut norr om Beihaiparken och sedan vidare öster ut till stationen Lucheng utanför östra Sjätte ringvägen Tongzhoudistriktet. Linje 6 är i kartor och på skyltar märkt med guldfärg.     
Linje 6 trafikerar 26 stationer och är 42,6 km lång.. Tågen opererar med 4 minuters mellanrum. Linje 6 öppnade 30 december 2012 och sträckte sig då öster ut till stationen Caofang mellan östra Femte och Sjätte ringvägen 28 december 2014 expanderades Linje 6 med ytterligare 12 km öster ut till stationen Lucheng.
Det finns planer att expandera Linje 6 till Shijingshandistriktet i väst och även längre öster ut i Tongzhoudistriktet. Efter expansionen kommer Linje 6 att vara 51 km lång och trafikera 32 stationer.

## Lista över stationer
Från väster mot öster:
- Jin'anqiao (金安桥) (byte till      Linje S1)
- Pingguoyuan (苹果园) (byte till      Linje S1)
- Yangzhuang (杨庄)
- Xihuangcun (西黄村)
- Liaogongzhuang (廖公庄)
- Tiancun (田村)
- Haidian Wuluju (海淀五路居)
- Cishousi (慈寿寺) (byte till      Linje 10)
- Huayuanqiao (花园桥)
- Baishiqiao Nan (S) (白石桥南) (byte till      Linje 9)
- Erligou (二里沟) (byte till      Linje 16)
- Chegongzhuang Xi (W) (车公庄西)
- Chegongzhuang (车公庄) (byte till      Linje 2)
- Ping'anli (平安里) (byte till      Linje 4 och      Linje 19)
- Beihai Bei (N) (北海北)
- Nanluogu Xiang (南锣鼓巷) (byte till      Linje 8)
- Dongsi (东四) (byte till      Linje 5)
- Chaoyangmen (朝阳门) (byte till      Linje 2)
- Dongdaqiao (东大桥)
- Hujialou (呼家楼) (byte till      Linje 10)
- Jintai Lu (金台路) (byte till      Linje 14)
- Shilipu (十里堡)
- Qingnian Lu (青年路)
- Dalianpo (褡裢坡)
- Huangqu (黄渠)
- Changying (常营)
- Caofang (草房)
- Wuzi Xueyuan Lu (物资学院路)
- Tongzhou Beiguan (通州北关)
- Beiyunhe Xi (W) (北运河西)
- Beiyunhe Dong (E) (北运河东)
- Haojiafu (郝家府)
- Dongxiayuan (东夏园)
- Lucheng (潞城)